# Marie Bengts
Marie Bengts, född 9 november 1968 i Småland, är en svensk journalist och författare. Hon har publicerat tre pusseldeckare i 1950-talsmiljö.

## Biografi
Marie Bengts är uppvuxen i en liten Smålandsort men bor nu i Stockholm. Hon arbetade i många år som fritidspedagog och frilansjournalist och är numera reporter på Lärarförbundets tidningar. Hon har också publicerat pedagogisk litteratur riktad till invandrare samt förskolepersonal. 2017 debuterade hon som skönlitterär författare med pusseldeckaren En sax i hjärtat. För denna nominerades hon till Crimetime Specsavers Award 2017. Två år senare gav hon ut en fristående uppföljare. Hon säger sig vara en inbiten deckarkonsument och har bland annat läst alla böcker av Agatha Christie och Dorothy Sayers flera gånger på både svenska och originalspråk.

## Författarskap
Den svenska koden och Att växa upp i Sverige riktar sig till invandrare, vuxna och föräldrar och ger information om skrivna och oskrivna regler i det svenska samhället på ett roande och lättläst sätt.  Fullt av lek riktar sig till personal på fritidshem, förskola och grundskola. Den innehåller reportage och intervjuer och är illustrerad av Eva Lindström. Att skriva pusseldeckare lockade författaren av flera skäl. 1950-talet var storhetstiden för de svenska pusseldeckarna, såsom Maria Lang och Stieg Trenter. Det var också en intressant tid ur såväl politiskt som feministiskt perspektiv. 1950-talsmodet har också tilltalat henne.En sax i hjärtat tilldrar sig i ett litet Smålandssamhälle. Dit anländer huvudpersonen Hannah Lönn, ensamstående och självständig sömmerska med ambitioner att arbeta med egen design och skapa sig en karriär i Stockholm. En äldre faster har stukat foten och behöver hjälp. Ett mord begås på en kvinna i byn och kriminalkommissarie Johan Holm kopplas in på fallet. Den nyfikna och engagerade Hannah nystar i alla trådar och bistår med utredningsarbetet. Boken blev positivt mottagen och berömdes bland annat för den tidstrogna skildringen avseende såväl språk som miljö, kläder och mat. Hon har kallats "vår tids Maria Lang".
Med Döden klär i domino har handlingen förlagts till 1957 i Stockholm där ett exklusivt modeföretag står i fokus. Hannah Lönn får ett uppdrag att sy upp ett stort antal dominoinspirerade kostymer avsedda att användas vid en spektakulär modevisning som ska hylla den nyligen avlidne Dior. Under evenemanget inträffar ett dödshot och en person visar sig ha avlidit. Smålandskommissarien Johan Holm befinner sig i Stockholm för att bistå högsta polisledningen som är upptagen med ett annat fall och Hannah som har kontakter och personkännedom med flera av de personer som granskas under utredningens gång kommer att bedriva egna spaningar. Hon är egentligen strängt sysselsatt med uppdrag att skapa kreationer åt en känd operasångerska samtidigt som hon önskar att de egna skapelserna uppmärksammas. Även denna bok har mötts av positivt intresse. Den beskrivs som lekfull och postmodernistisk med blinkningar åt Agatha Christie. Speciellt uppskattas den känsligt skildrade hantering av sömnadsprocessen med tillskärning, utprovning och hantering av olika tyger. Jämställdhetsperspektivet där kvinnors och mäns olika villkor i yrkeslivet lyfts genom flera självständiga yrkeskvinnor som finns i Hannahs vänkrets. Viktiga aktörer är också den kvinnliga grannen med förföljelsemani och nyfikna släktingen Laila från Småland.
Nästa pusseldeckare, Inferno i snö, 2021, utspelar sig på Öland 1957. Hanna Lönn och hennes faster ska tillbringa julen där men överraskas av en snöstorm och måste söka akut husrum i en gård. En mordbrännare härjar på ön vilket har verklighetsbakgrund. Flera personer är insnöade och isolerade på gården och hemligheter kommer att avslöjas.